# Островский, Ян (историк)

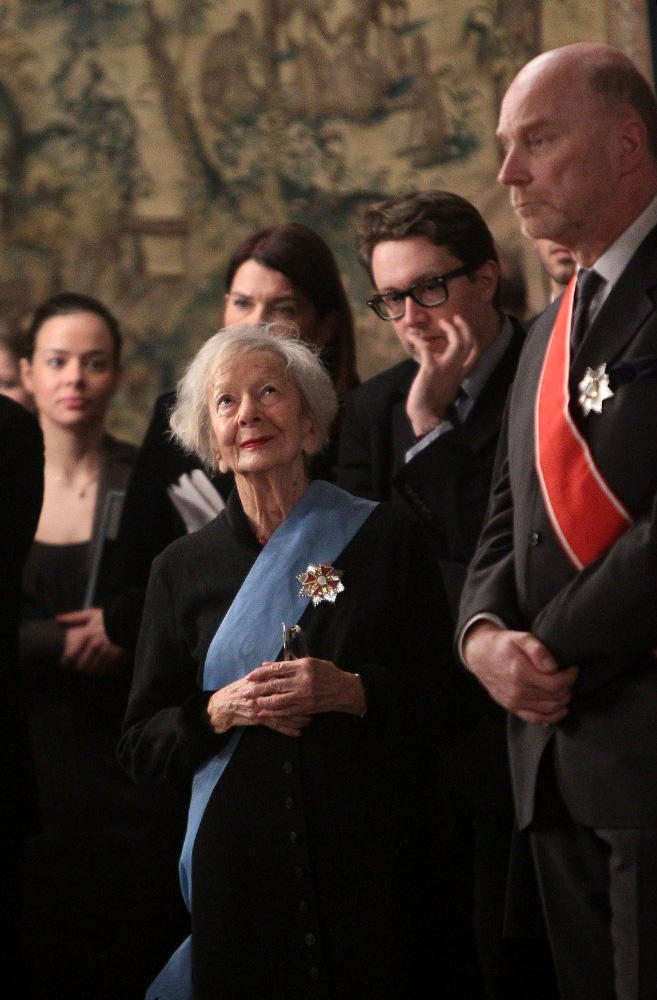
Ян Островский (справа) во время вручения наград деятелям культуры. Вавель. 2011 г.

Ян Юлиуш Островский (пол. Jan Juliusz Ostrowski; р. 12 июня 1947, Краков) — деятель культуры Польши, историк искусства. Профессор (1992), доктор гуманитарных наук. Академик (2015) и президент (с 2018) Польской академии знаний. Музейный работник. Директор учреждения культуры «Королевский замок на Вавеле — Государственное собрание искусства Польши» (1989—2020).

## Биография
Выпускник Ягеллонского университета (1970).
Специалист в области истории современного искусства. В течение многих лет — научный сотрудник Института истории искусства при Ягеллонском университете.
Член искусствоведческого комитета Польской академии наук, заместитель председателя Общественного комитета по охране памятников Кракова. Член правления Фонда князей Чарторыйских .
Специалист в области современного искусства. Автор многочисленных публикаций. Инициатор, автор и редактор серии «Материалы по истории сакрального искусства древних восточных территорий Польши — Часть I, Храмы и монастыри бывшей Римской провинции Рутения». Издано уже 21 том этой серии, которая включает монографии о памятниках архитектуры и сакрального искусства на исторических землях Речи Посполитой.

## Избранные публикации
- Trzy nieznane akwarele Zygmunta Vogla i pałac w Górze koło Nowego Dworu (1972)
- Architektura pałacu Wielopolskich w Krakowie (1973)
- «Temple de plaisir», niezwykły pałac Stanisława Leszczyńskiego w Chanteheux (1974)
- Eglise Notre-Dame de Bonsecours de Nancy (1975)
- Pellegrinaggio a Citera, fête galante o danse macabre? (1977)
- Polish Sabres: their Origins and Evolution (1979)
- Anton van Dyck (1981)
- La Place Royale de Nancy: remarques sur la genèse de l’architecture et sur les contenus symboliques (1982)
- Przegląd literatury na temat malarzy kręgu Rubensa (1986)
- Art in the Service of an Oppressed Nation. Introduction to the History of Polish Painting in the Nineteenth Century (1993)
- Lwów. Dzieje i sztuka (1997)
- Polish Baroque Art in its Social and Religious Context (1997)
- Nowo odkryte dzieła Jana Jerzego Pinsla (2006)

## Награды
- Большой крест ордена Возрождения Польши (2010)
- Командорский крест со звездой ордена Возрождения Польши (2000)
- Командорский крест ордена Возрождения Польши (1994)
- Кавалер ордена Почётного легиона (2011, Франция)
- Кавалер ордена «За заслуги» (2004, Франция)
- Офицер Ордена Святого Карла (2012, Монако)
- Командор ордена Звезды итальянской солидарности (2006, Италия)[2]
- Офицер ордена «За заслуги перед Литвой» (7 июня 2006 года, Литва)[3]
- Австрийский почётный крест «За науку и искусство» 1 класса (2003, Австрия)
- Золотая Медаль «За заслуги в культуре Gloria Artis» (2005)
- Почётная медаль «Bene Merito» (Польша)
- Премия города Краков
- Премия «Conservator Ecclesiae»